# Gidá

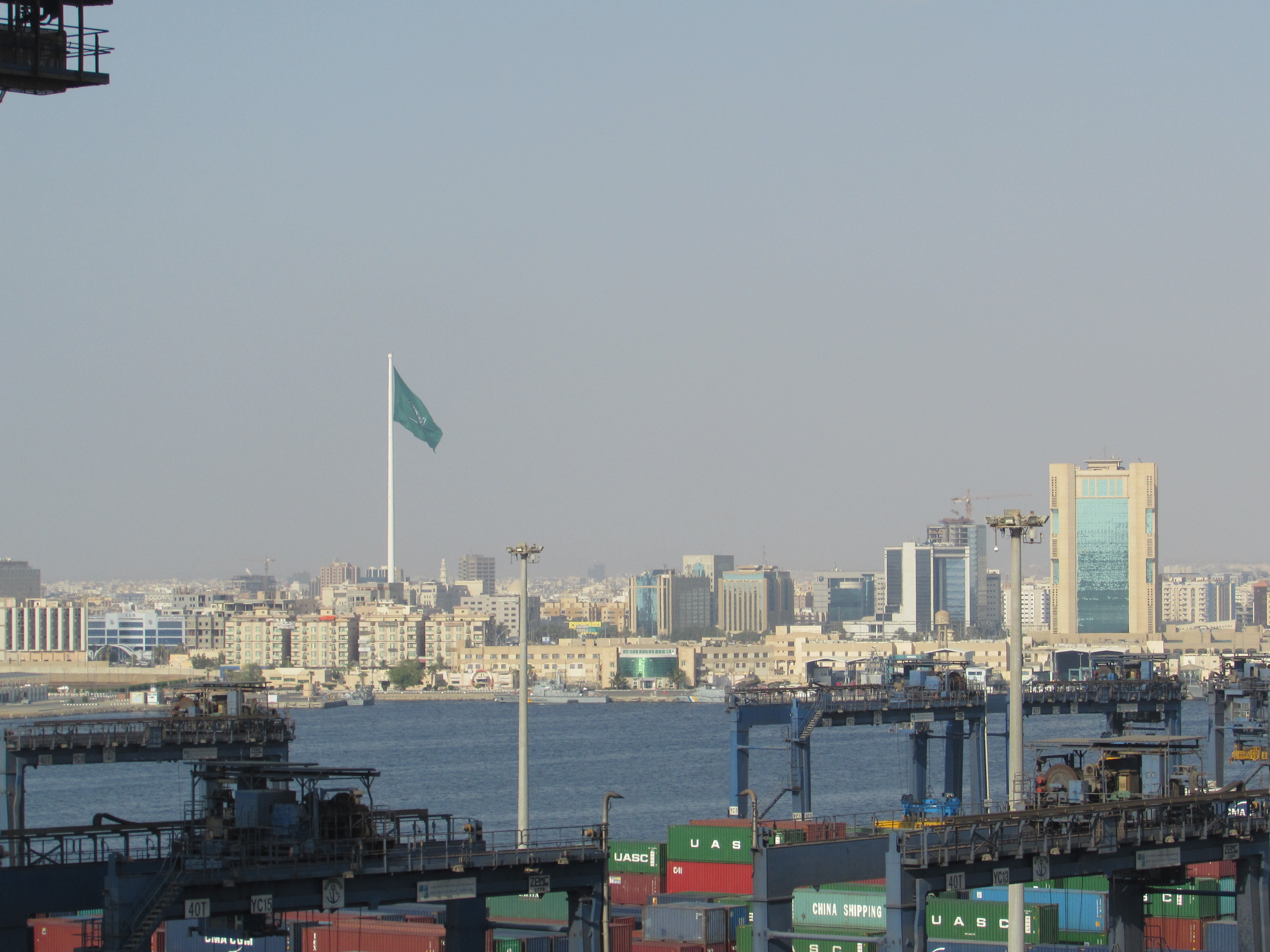
A cidade de Gidá

Gidá,  Jidá ou Jedá (em árabe: جدة),  por vezes grafada Djedda e Jeddah (por influência da transliteração inglesa)  é uma cidade da Arábia Saudita. Nos séculos XVI e XVII, a cidade era conhecida como Judá, na Índia Portuguesa.
Localizada no litoral do mar Vermelho, abriga o maior porto do país. Com cerca de quatro milhões de habitantes, é o maior centro urbano da costa do país e sua segunda maior cidade (a primeira é a capital Riade). É considerada a capital comercial do país e a mais rica do Médio Oriente e da Ásia Ocidental.
Em Gidá, está se construindo aquele que virá a ser o maior edifício do mundo, a Torre do Reino, com mais de mil metros de altura.

## UNESCO
Em 2014 a área histórica da cidade, com suas edificações, em especial o monumento Porta para Meca, passou a constar da lista do Patrimônio Mundial da UNESCO, ressaltando que "a cidade, vem se construindo por centenas de anos, e transformou-se em uma das mais importantes rotas comerciais do oceano Índico e porta de entrada dos peregrinos muçulmanos, que chegam por mar, rumo a Meca. Possui um conjunto arquitetônico multicultural singular, erguidos ao longo de séculos, devido, tanto por sua importância comercial, quanto a passagem dos peregrinos".

## Cidades-irmãs
Gidá tem 23 cidades-irmãs:
| - Almati, Cazaquistão - Amã, Jordânia - Bacu, Azerbaijão - Alexandria, Egito - Cairo, Egito - Estugarda, Alemanha - Dubai, Emirados Árabes Unidos - Jacarta, Indonésia - Istambul, Turquia - Adana, Turquia - Jor Baru, Malásia - Cazã, Rússia | - Caráchi, Paquistão - Mary, Turcomenistão - Odessa, Ucrânia - Osh, Quirguistão - Plovdiv, Bulgária - Casablanca, Marrocos - Rio de Janeiro, Brasil - Shimonoseki, Japão - São Petersburgo, Rússia - Estrasburgo, França - Xian, República Popular da China |